# 多米尼克地理
多米尼克是一个位于加勒比海的小岛，在瓜德罗普岛(北方)和马提尼克岛(南方)之间，岛的坐标是15°25`N、61°20`W。它被称作“在加勒比地区的自然岛”是由于它那壮观的、郁郁葱葱的和多样的植物群落和动物群落被保护在一个全面的自然公园系统里。 它是东加勒比地区的第四大岛，人口主要来自非洲的后裔。
这个国家的海拔最低点是海岸线，最高点是在迪亚布洛廷火山山顶(1,447米或4,747英尺)。在这个岛的西南角有一个大的倒塌了的海底破火山口。斯科茨角位于这个岛的西南角，它是由海底破火山口暴露出来的部分边缘组成，岛上的自然资源包括农业、水力发电和木材。
从地理上看，多米尼克在许多方面是与众不同的。 该国在加勒比地区有着最多未开发的多层次的原始雨林，雨林下还有崎岖的地貌特征，而且它处于地球上降雨量最集中的地区之中，岛上的地表径流形式多为瀑布和天然湖。 岛上有很多的珍稀野生动植物品种，而且这个岛被认做为是一个美丽且未受到破坏的热带保护区。 根据一个受欢迎的西印度教教会信仰称，多米尼克是唯一的一块哥伦布仍然认得出的新世界领土。
多米尼克位于向风群岛的最北端，并且是群岛之中最大的岛。 该岛的东边面向大西洋西边则面向加勒比海。离它最近的两座岛屿分别是北边的瓜德罗普岛48（30英里）和南边的马提尼克岛40（25英里）。 岛的形状大概像椭圆形，南北距离长，东西距离短，面积略小于纽约市。岛的面积为 750平方（290平方英里），岛长 47（29英里） ，岛宽 29（18英里）。 岛上的大城市罗梭是多米尼克国的首都和主要港口，其位于岛的西南侧且位置适合居住。

## 气候
多米尼克岛上的气候特征为热带，缓和的东北信风从海上带来水汽，导致岛上的降雨量非常多。
多米尼克岛上大部分区域是热带雨林气候而小部分区域接壤热带季风气候，两种气候类型都有典型的高温多雨特征。不过过热和过湿都可以在北半球夏季时得到缓解，平稳的东北信风在北半球夏季时偶尔会有条件发展成飓风。 山的内坡和山顶通常也可以改变温度和湿度。 因为调节效应在大海附近的环境里起的作用一般是很小的，海边白天的平均气温改变的范围是从一月的 26 °C（78.8 °F）至六月的 32 °C（89.6 °F），大多数地方的昼夜温差通常也不产生超过 3 °C（5.4 °F），但如果在山顶上晚上的温度突然骤降至13 °C（55.4 °F）那情况也并非特殊，因为海拔是可以引起温度的变化的。
大多数岛屿丰富的饮用水来源主要依赖信风所带来的大量降水。尽管降雨量会随着位置的不同而改变，但加米尼克岛上的雨还是有可能会下一整年，基本上月总降雨量最大值会在6月到10月之间出现。 岛上迎风的东海岸年均降雨量会频繁地超过 5,000 mm（196.9英寸）。而风沿着山势爬升到山腰时，夹带着的水汽会在山腰形成地形雨，通常这时的年均降雨量会达到 9,000 mm（354.3英寸），而这是加勒比地区乃至世界上最大年均降雨量累积。不过，在背风的西海岸年均降雨量也就只能达到 1,800 mm（70.9英寸）。 湿度和降雨量是紧密联系在一起的，岛上湿度最大的地方是在向风的东部山坡上，而最低的地方是位于背风的西部城市区域。 罗梭(西部城市)所记录的相对湿度只在70%到90%之间。
飓风和风暴通常会发生在降雨最多的几个月，而且它们具有非常大的破坏性和突然爆发性。 在1979年8月里的两个飓风是值得注意的它们分别是[大卫*玛丽亚]和[弗雷德里克]。在1980年8月也有一个值得注意的飓风艾伦，这几个飓风都分别给这个岛带来了灾难性的后果。 1979年的飓风造成岛上超过40人死亡，2 500人受伤，还造成了很多的房屋和农作物被毁。 在1980年的那次风暴中许多农业商品在风暴期间被毁。在1984年的那次强风中也造成了25%的香蕉作物被毁。
对于飓风来说多尼米克是非常脆弱的一个岛屿，而且多米尼克也位于风暴的发源地附近，这也就是为什么多米尼克被称为风暴区的原因。 在1979年，五级飓风大卫(Hurricane David)直接在多尼米克岛上登陆，因此这个飓风也给这个岛带来了非常深刻且严重的伤害。 在2007年8月17日一级飓风迪安袭击了多米尼克岛。在飓风过境期间一个母亲和她七岁的儿子躲在了他们自己的房子里，因为飓风带来的大量降水引起了山体滑坡，而他们的房子也在滑坡区当中，所以他们很不幸没能躲过一劫。 在另一起事件中，有两个人也躲在了他们的房子里，不幸的是大风把房子附近的一棵刮到了，而树直接倒在了房子上，因此他们也受了伤。 飓风过后总理罗斯福*斯凯里特估计有100到125间房子在飓风中被毁，农业区中的损失也非常惨重，尤其是香蕉。
下面是来自于首都罗索的气象数据，该城市位于岛的西侧，从东北部过来的信风有一部分是被高山挡住了的。
| 罗索                | 罗索        | 罗索        | 罗索        | 罗索        | 罗索        | 罗索        | 罗索        | 罗索        | 罗索        | 罗索        | 罗索        | 罗索        | 罗索          |
| 月份                | 1月         | 2月         | 3月         | 4月         | 5月         | 6月         | 7月         | 8月         | 9月         | 10月        | 11月        | 12月        | 全年          |
| ------------------- | ----------- | ----------- | ----------- | ----------- | ----------- | ----------- | ----------- | ----------- | ----------- | ----------- | ----------- | ----------- | ------------- |
| 历史最高温 °C（°F） | 33 (91)     | 34 (93)     | 36 (97)     | 36 (97)     | 36 (97)     | 36 (97)     | 35 (95)     | 35 (95)     | 35 (95)     | 37 (99)     | 35 (95)     | 34 (93)     | 37 (99)       |
| 平均高温 °C（°F）   | 28.0 (82.4) | 28.0 (82.4) | 28.4 (83.1) | 29.1 (84.4) | 29.6 (85.3) | 30.1 (86.2) | 30.2 (86.4) | 30.5 (86.9) | 30.4 (86.7) | 29.0 (84.2) | 29.6 (85.3) | 28.6 (83.5) | 29.3 (84.7)   |
| 日均气温 °C（°F）   | 24.9 (76.8) | 24.8 (76.6) | 25.1 (77.2) | 25.8 (78.4) | 26.6 (79.9) | 27.3 (81.1) | 27.4 (81.3) | 27.4 (81.3) | 27.1 (80.8) | 26.1 (79.0) | 26.2 (79.2) | 25.4 (77.7) | 26.2 (79.2)   |
| 平均低温 °C（°F）   | 21.8 (71.2) | 21.6 (70.9) | 21.8 (71.2) | 22.5 (72.5) | 23.7 (74.7) | 24.5 (76.1) | 24.6 (76.3) | 24.3 (75.7) | 23.8 (74.8) | 23.2 (73.8) | 22.8 (73.0) | 22.2 (72.0) | 23.1 (73.6)   |
| 历史最低温 °C（°F） | 16 (61)     | 16 (61)     | 16 (61)     | 17 (63)     | 18 (64)     | 20 (68)     | 18 (64)     | 19 (66)     | 18 (64)     | 18 (64)     | 18 (64)     | 17 (63)     | 16 (61)       |
| 平均降水量 mm（）   | 159 (6.3)   | 107 (4.2)   | 135 (5.3)   | 122 (4.8)   | 220 (8.7)   | 162 (6.4)   | 181 (7.1)   | 243 (9.6)   | 298 (11.7)  | 334 (13.1)  | 374 (14.7)  | 240 (9.4)   | 2,575 (101.4) |
| 平均相對濕度（％）  | 71          | 68          | 65          | 64          | 64          | 67          | 72          | 73          | 71          | 73          | 74          | 72          | 70            |
| 月均日照時數        | 198.9       | 200.6       | 227.3       | 244.9       | 243.2       | 227.7       | 231.2       | 240.4       | 212.2       | 219.5       | 194.0       | 189.5       | 2,629.4       |
| 来源1：NOAA         |             |             |             |             |             |             |             |             |             |             |             |             |               |
| 来源2：BBC Weather  |             |             |             |             |             |             |             |             |             |             |             |             |               |

## 海湾
下列海湾是沿着岛边顺时针方向排序的：
- 阿戈查湾
- 三明治湾
- 大巴蒂斯特湾
- 小巴蒂斯特湾
- 拉泰尔湾
- 粗糙湾
- 马里戈特湾
- 沃克休息湾
- 索菲亚湾
- 伦敦德里海湾
- 曼戈洞湾
- 中间湾
- 潘多洞湾
- 小苏弗里耶尔湾
- 苏弗里耶尔湾
- 伍德布里奇湾（英语：Woodbridge Bay）
- 鲁珀特王子湾
- 道格拉斯湾

## 地理信息
多米尼克是组成加勒比环岛之中最年轻的一座岛屿。 该岛是在大约两千六百万年前由火山喷发而形成的。 它位于太平洋板块和亚欧板块的生长边界之间。 这也就解释了为什么一个只比 玛莎葡萄园岛 大一点点的小岛上会有接近 5,000英尺（1,524）的山.
在地理层面上讲，多尼米克是崎岖不平的小安的斯火山弧的一部分。 从岛上的中央脊上看，西北---东南走向的山脉有着非常陡峭的火山斜坡和深不见底的峡谷，而且它们的高度都在海拔300至1,400（984至4,593英尺）。 岛上有几个东---西走向的山刺一直延伸到的狭窄的滨海平原。这几个山刺与海边的悬崖镶嵌着，而且它们是有层次地延伸出去，到最外海的山刺没有超过 2,000（6,562英尺）. 岛上最高峰是迪亚布洛廷，海拔 1,447（4,747英尺）;第二高峰是毛恩特鲁瓦皮顿山，海拔 1,423（4,669英尺）,位于岛的南部，是多米尼克国的国家公园。
岛内的地形是由起伏不平的山脉和火山组成。岛上的火山活动仍然很明显，最常拿来证明它的例子是多米尼岛上的沸湖和“荒凉山谷”。沸湖是世界上第二大的湖，它位于活火山口内，由瀑布提供源源不断的水源——据信湖水沸腾是由湖底下的岩浆库发出的热量引起的。荒凉山谷是由火山口和温泉一并组成的硫磺谷，火山口喷出的含有硫磺气体和温泉的高温会抑制植物的生长，这与周围的雨林形成鲜明对比。实际上，这个火山现在正在休眠。火山口最后一次喷发是在1880年。据报道，1880年1月4日火山喷发时所喷出的物质覆盖了“整整9平方英里”的土地。

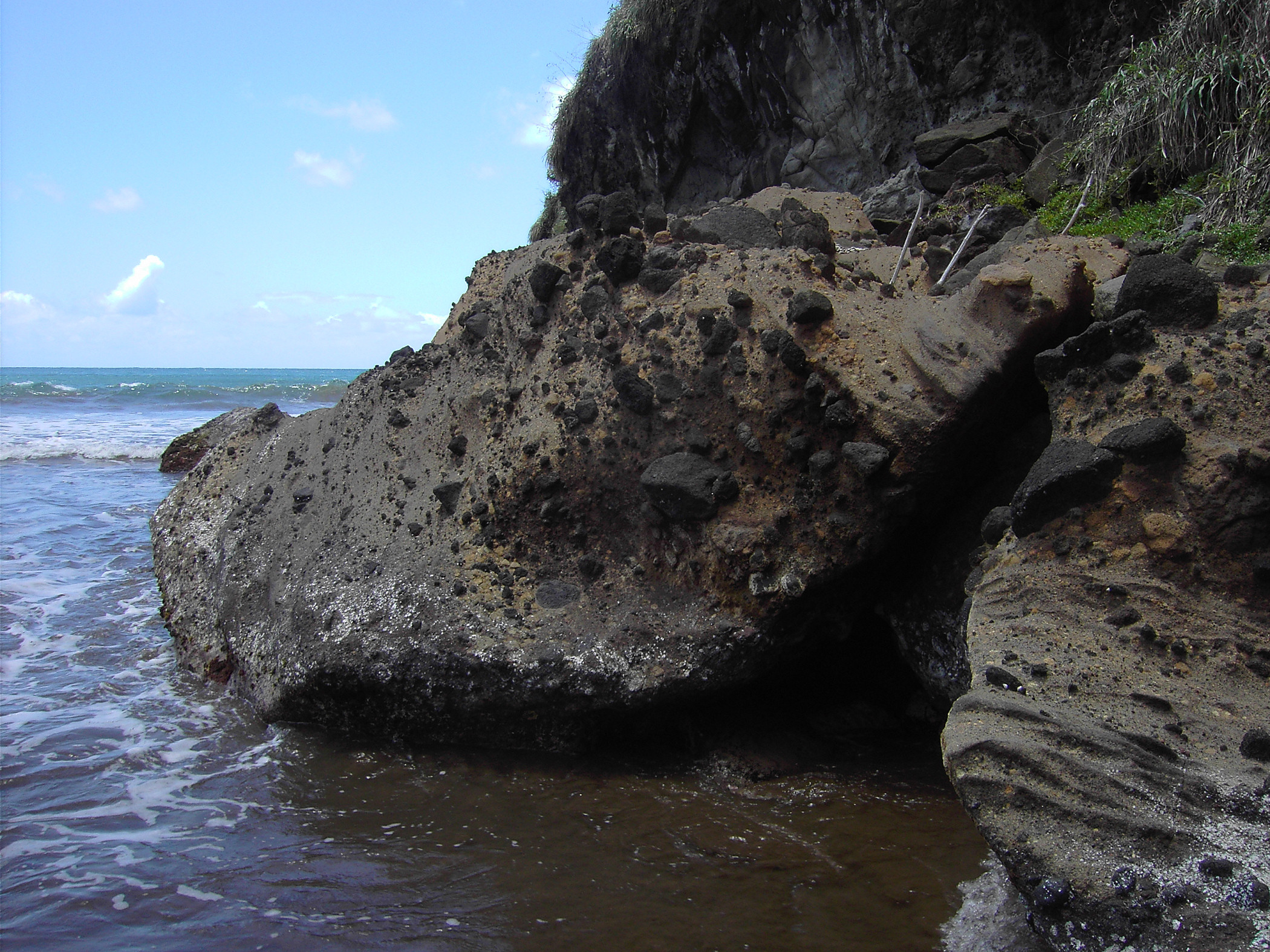
帕拉格湾的火山岩

多米尼克崎岖不平的表面标志着它以前是一座火山。构成岩层的岩石主要为火山安山岩和流纹岩，在边坡的底部有很多的落下的巨石和棱角形的凸起。由岩石侵蚀和植物分解后所组成的物质，由它们混合成的由浅色到深色的粘土和砂质土，一般是肥沃多孔。然而，只有少数的内陆山谷和沿海平地才有足的条件形成土壤堆积。尽管1986年记录了几十次地震，不过这些都只是微地震没有造成火山喷发，这是因为火山爆发早就在几千年前停止了。然而，集中在岛上中部和南部的硫磺泉和蒸汽喷口仍然很活跃，包括其中最大的温泉之一---沸湖，它们位于国家公园中。
多米尼克的水资源非常丰富。以高原为发源地的河流由于落差的原因非常湍急，它们并起来汇入深谷，在较为平坦的地方形成了天然湖泊和火山口湖。这些河流是不能通航，但其中大部分的河流都被开发用来作为水力发电的来源。特拉法加瀑布位于国家公园的附近，它是岛上最壮观的景点之一。这个瀑布有两分瀑布，它们分别被称为“母亲”和“父亲”。因为底部较为平坦所以瀑布汇集起来形成了一个天然的游泳池，当地人和游客常来到这里享受愉快的沐浴过程。向西流入加勒比海的河流主要是拉尤河和罗索河，向东流入大西洋的河流主要是图拉曼河。岛上最大的火山口湖，叫做博埃里湖，它位于国家公园中。岛上共有365条小溪，其中的83条是“重要”水道。

### 自然历史
岛上有172种鸟类，其中主要包括4种蜂鸟、宽翅鹰、黄冠夜鹭和棕色震颤鸟。
西塞罗鹦鹉是多米尼克的国鸟，它是多尼米克于山地森林。
多米尼克岛近海加勒比海是许多鲸类动物的家园。最引人注目的是，这里常年会有一小群抹香鲸生活在这个地区。抹香鲸是一种害羞的动物，不过，如果你在风平浪静的日子里出海，你很有可能会看到它们出来海面换气玩耍。其他常见的鲸目动物包括领航鲸、沙捞越海豚、热带斑海豚和宽吻海豚。比较少见的动物包括柯氏喙鲸、伪虎鲸、小抹香鲸、侏儒抹香鲸、灰海豚、真海豚、座头鲸和布氏鲸。这使多米尼克变成那些对赏鲸感兴趣的游客的目的地。

## 统计数据
地图参考:
中美洲和加勒比地区
面积:
总共:
[[1 E8 m2|751 km2]]
土地面积:
751平方公里
海岸线:
148公里
领海主权:
领海:
12 nmi (22.2 km;13.8米)
毗连区:
24海里(44.4公里);27.6米)
专属经济区:
200海里(370.4公里);230.2米)
土地使用:
耕地面积:
8%
永久的作物:
24%
其他:
68% (2012 est.)
灌溉土地:
NA平方公里
可再生水资源总量:
NA
淡水用途(国内/工业/农业):
总共:0.02立方千米/年
人均:244.1立方米/年(2004年)
自然灾害:
突然发生的山洪是一个持续的威胁;夏末的几个月里破坏性飓风是可以被预知的。
环境-当前问题:
NA
环境-国际协定:
协定方:
生物多样性、气候变化、沙漠化、濒危物种、环境改造、危险废物、海洋法、臭氧层保护、船舶污染、捕鲸

#### 岛上
- 最北点– 加勒比点
- 最南点–海岸东南斯科茨角
- 最西点–开普敦西南部的 圣约翰教堂
- 最东点-开普敦东南部的 圣大卫教堂
- 最高点– 迪亚布洛廷山:1447m
- 最低点– 加勒比海:0m

## 引用脚注
1. ↑  Jonathan Katz. . 美联社. 2007-08-18  [2007-08-18]. （原始内容存档于2008-06-19）.
2. ↑  . CBC. 2007-08-17  [2007-08-17]. （原始内容存档于2007-08-28）.
3. ↑  . CBC. 2007-08-17  [2007-08-17]. （原始内容存档于2007-08-28）.
4. ↑  . National Oceanic and Atmospheric Administration.   [February 28, 2013].
5. ↑  . BBC Weather.   [February 28, 2013]. （原始内容存档于2019-06-23）.
6. 1 2 3 4  Holahan, David. . Boston Globe. 2009-01-18.
7. ↑  旋转的太阳，1881年2月10日